# 臨時報告書
臨時報告書（りんじほうこくしょ）は、金融商品取引法で規定されている会社の重要事項が決定または発生した場合に作成する企業内容の外部への開示資料である。略して「臨報（りんぽう）」と呼ばれることもある。

## 根拠法令
- 提出根拠法令：金融商品取引法 第24条の5
- 提出様式及び内容の根拠：企業内容等の開示に関する内閣府令 第19条

## 臨時報告書提出の義務
有価証券報告書提出会社において、内閣府令に規定される事項を決定した場合、または規定される事実が発生した場合に提出義務を負う。

　臨時報告書の意義は、有価証券報告書・四半期報告書（半期報告書）を提出した後、次にこれらの法定書類が提出されるまでの期間中に起こった重要な事項・事実を開示することにより、投資者を保護するとともに証券市場の信頼性を確保することにあるといえる。

　この点で、証券取引所における適時開示制度と趣旨を同じくするものの、自主規制である適時開示制度との大きな違いは強行法規に基づく強い強制力を発揮できる点であるが、一方では、法定されることにより開示事項・内容に関する機動的な制度変更等は容易ではなく、開示事項が証券取引所のものよりも狭く提出要件が緩めに設定されているものもあるといえる。
　なお、2004年6月より各財務局に提出される報告書はEDINETによる電子提出が義務付けられ、紙面提出はできなくなった。

## 報告書の内容
主な要開示項目は、次の掲げるもの
なお、提出会社に係るものは提出会社の財務諸表に、連結子会社に係るものは連結財務諸表に及ぼす具体的な数値上の影響によって提出要否が決まる。
1. 提出会社に係る
  1. 有価証券の募集又は売出し
  2. 募集によらない有価証券の発行決議
  3. 親会社または特定子会社の異動
  4. 主要株主の異動
  5. 災害による損害
  6. 訴訟の提起
  7. 株式交換
  8. 株式移転
  9. 吸収分割
  10. 新設分割
  11. 吸収合併
  12. 新設合併
  13. 事業の譲渡または譲受
  14. 代表取締役の異動
  15. 株主総会決議事項の決議
  16. 定時株主総会前に提出した有価証券報告書に記載の株主総会決議事項の修正・否決
  17. 監査公認会計等の異動
  18. 民事再生法・会社更生法・破産法による開始申立て
  19. 手形・小切手の不渡り
  20. 財政状態及び経営成績に著しい影響を与える事象
2. 連結子会社に係る
  1. 災害による損害
  2. 訴訟の提起
  3. 株式交換
  4. 株式移転
  5. 吸収分割
  6. 新設分割
  7. 吸収合併
  8. 新設合併
  9. 事業の譲渡または譲受
  10. 破産手続き申立て
  11. 手形・小切手の不渡り
  12. 財政状態及び経営成績に著しい影響を与える事象

報告書の内容は、金融庁の電子開示・提出システムEDINETを通じて電子提出することが義務づけられており、同庁が設置したウェブサーバ経由での縦覧ができるほか、財務局や証券取引所、場合によっては自社のウェブサイトにPDFファイルの形で登録してあることもある。

## 開示期間
1年間、公衆の縦覧に供される。

## 適時開示との関係
上場会社が行う証券取引所への適時開示は、臨時報告書の提出要件を参考にしていることから非常に近い相関関係があるといえる。

## 虚偽記載
- 課徴金：
- 刑事罰：5年以下の懲役もしくは500万円以下の罰金またはこれらの併科（同法197条の2）。